# الزونة (الحيمة الخارجية)

تعديل مصدري - تعديل

الزونة هي إحدى قرى عزلة بنى شمهان بمديرية الحيمة الخارجية التابعة لمحافظة صنعاء، بلغ تعداد سكانها 197 نسمة حسب تعداد اليمن لعام 2004.